# Unterullrichsberg
Unterullrichsberg ist eine Außensiedlung der Stadt Steinau an der Straße im Main-Kinzig-Kreis in Osthessen in Deutschland. Die Hofgruppe liegt in der Gemarkung Neustall. In ihr leben 16 Einwohner (Stand: 2012).

## Lage
Unterullrichsberg liegt im Norden des Main-Kinzig-Kreises, an den südöstlichen Ausläufern des Vogelsberges. Die Siedlung ist durch die Landesstraßen L 3178 im Westen und L 3292 im Osten erschlossen sowie durch die Verbindungsstraße K 957 im Süden.

## Geschichte
Die Siedlung ist 1567 als Mollersberg erwähnt. Um 1680 war es ein adliges Eigengut, das 1684 mit Uerzell an  die Fürstabtei Fulda gelangte. 1895 sind zwei Häuser mit 20 Bewohnern nachgewiesen.